# Jean-Marie Mate Musivi Mupendawatu
Jean-Marie Mate Musivi Mupendawatu (Lubero, Kivu do Norte, República Democrática do Congo, 18 de julho de 1955) é um ministro católico romano.
Jean-Marie Musivi Mpendawatu foi ordenado sacerdote em 26 de agosto de 1982 para a Diocese de Butembo-Beni.
Após a ordenação, tornou-se professor e reitor do seminário menor. Nos anos de 1985-1989 estudou em Roma e em 1991 começou a trabalhar no Pontifício Conselho para a Pastoral da Saúde. Desde 2009, subsecretário do Conselho.
Em 2005 foi nomeado para o Conselho Diretor da Pontifícia Academia para a Vida.
Em 1996 o Papa João Paulo II concedeu-lhe o título honorário de capelão de Sua Santidade, enquanto em 2007 o Papa Bento XVI lhe concedeu o de prelado honorário de Sua Santidade.
Papa Bento XVI nomeou-o secretário do Pontifício Conselho para a Pastoral da Saúde em 14 de julho de 2011, em substituição ao bispo aposentado José Luis Redrado Marchite. Esta atividade terminou com a dissolução do Conselho em 1 de janeiro de 2017, quando o conselho foi incorporado ao recém-criado Dicastério para o Desenvolvimento Humano Integral.
.